# Einwohnerentwicklung von Gliwice

Stadtwappen

Dieser Artikel gibt die Einwohnerentwicklung von Gliwice (deutsch Gleiwitz) tabellarisch und grafisch wieder.
Am 31. Dezember 2007 betrug die „Amtliche Einwohnerzahl“ für Gliwice 197.393. Die höchste Einwohnerzahl hatte Gliwice nach Angaben der GUS im Jahr 1988 mit 223.403 Einwohnern. Bis zum 31. Dezember 2020 sank die Einwohnerzahl auf 177.049.

## Einwohnerentwicklung
- 1939 – 117 240
- 1946 – 95 980 ¹
- 1950 – 119 968 ¹
- 1955 – 134 814
- 1960 – 135 300 ¹
- 1961 – 139 300
- 1962 – 143 500
- 1963 – 145 900
- 1964 – 163 500 – Eingemeindung von Łabędy (Laband)
- 1965 – 163 432
- 1966 – 163 800
- 1967 – 166 300
- 1968 – 167 000
- 1969 – 168 600
- 1970 – 172 000 ¹
- 1971 – 171 806
- 1972 – 174 400
- 1973 – 178 800
- 1974 – 192 605
- 1975 – 197 164
- 1976 – 200 300
- 1977 – 200 100
- 1978 – 194 500 ¹
- 1979 – 195 300
- 1980 – 197 467
- 1981 – 202 238
- 1982 – 208 210
- 1983 – 211 227
- 1984 – 212 518
- 1985 – 209 706
- 1986 – 211 240
- 1987 – 211 331
- 1988 – 223 403 ¹
- 1989 – 222 084
- 1990 – 214 202
- 1991 – 215 646
- 1992 – 214 389
- 1993 – 214 494
- 1994 – 214 209
- 1995 – 213 392
- 1996 – 213 395
- 1997 – 212 781
- 1998 – 212 164
- 1999 – 210 816
- 2000 – 209 356
- 2001 – 208 439
- 2002 – 202 604 ¹
- 2003 – 201 586
- 2004 – 200 361
- 2005 – 199 451
- 2006 – 198 499
- 2007 – 197 393
- 2012 – 186 347 (30. Juni)[1]
- 2013 – 185 450[2]
- 2020 – 177 049[3]

¹ Volkszählungsergebnis